# Amstel Gold Race 2023
57. ročník jednodenního cyklistického závodu Amstel Gold Race se konal 16. dubna 2023 v nizozemské provincii Limburg. Vítězem se stal Slovinec Tadej Pogačar z týmu UAE Team Emirates. Na druhém a třetím místě se umístili Ir Ben Healy (EF Education–EasyPost) a Brit Tom Pidcock (Ineos Grenadiers). Závod byl součástí UCI World Tour 2023 na úrovni 1.UWT a byl sedmnáctým závodem tohoto seriálu.

## Týmy
Závodu se zúčastnilo všech 18 UCI WorldTeamů a 7 UCI ProTeamů. Týmy Israel–Premier Tech, Lotto–Dstny a Team TotalEnergies dostaly automatické pozvánky jako 3 nejlepší UCI ProTeamy sezóny 2022, další 4 UCI ProTeamy (Q36.5 Pro Cycling Team, Team Flanders–Baloise, Tudor Pro Cycling Team a Uno-X Pro Cycling Team) pak byly vybrány organizátory závodu, Amstel Gold Race Foundation. Všechny týmy přijely se sedmi jezdci, ale Andrej Zajc (Astana Qazaqstan Team) neodstartoval. Celkem se tak na start postavilo 174 závodníků. Do cíle v Berg en Terblijt dojelo 77 z nich.
UCI WorldTeamy
- AG2R Citroën Team
- Alpecin–Deceuninck
- Arkéa–Samsic
- Astana Qazaqstan Team
- Bora–Hansgrohe
- Cofidis
- EF Education–EasyPost
- Groupama–FDJ
- Ineos Grenadiers
- Intermarché–Circus–Wanty
- Movistar Team
- Soudal–Quick-Step
- Team Bahrain Victorious
- Team DSM
- Team Jayco–AlUla
- Team Jumbo–Visma
- Trek–Segafredo
- UAE Team Emirates

UCI ProTeamy
- Israel–Premier Tech
- Lotto–Dstny
- Q36.5 Pro Cycling Team
- Team Flanders–Baloise
- Team TotalEnergies
- Tudor Pro Cycling Team
- Uno-X Pro Cycling Team

## Výsledky
| Pořadí | Jezdec                         | Tým                    | Čas        |
| ------ | ------------------------------ | ---------------------- | ---------- |
| 1      | Tadej Pogačar (SLO)            | UAE Team Emirates      | 6h 02' 02" |
| 2      | Ben Healy (IRL)                | EF Education–EasyPost  | + 38"      |
| 3      | Tom Pidcock (GBR)              | Ineos Grenadiers       | + 2' 14"   |
| 4      | Andreas Kron (DEN)             | Lotto–Dstny            | + 2' 14"   |
| 5      | Alexej Lucenko (KAZ)           | Astana Qazaqstan Team  | + 2' 14"   |
| 6      | Andrea Bagioli (ITA)           | Soudal–Quick-Step      | + 3' 14"   |
| 7      | Maxim Van Gils (BEL)           | Lotto–Dstny            | + 3' 14"   |
| 8      | Mattias Skjelmose Jensen (DEN) | Trek–Segafredo         | + 3' 14"   |
| 9      | Alexander Kamp (DEN)           | Tudor Pro Cycling Team | + 3' 14"   |
| 10     | Axel Zingle (FRA)              | Cofidis                | + 3' 14"   |